# Концентрациони логор Нојенгаме
Концентрациони логор Нојенгаме је био нацистички концентрациони логор који је основан 1938. Основао га је СС, а налазио се код села Нојенгаме у области Бергедорф у оквиру града Хамбурга. Логор је био у функцији од 1938. до 1945. Током овог периода, више од половине од око 106.000 затвореника је умрло у логору. После рата, власти Хамбурга су на месту логора успоставиле два затвора, која су радила све до 2004. Након тога је место на којем је био логор претворено у меморијални центар. Налази се 15 km југоисточно од центра Хамбурга.
Логор је служио за потребе немачке ратне машинерије и у њему је спровођен принцип „истребљења путем рада“. Затвореници су били распоређени у главном логору и у око 80 помоћних логора широм северне Немачке. Најмање 50.000 затвореника је умрло услед нехуманих услова у логору, недовољне исхране, заразних болести и насиља од стране стражара.